# Library of Tibetan Classics
The Library of Tibetan Classics („Bibliothek tibetischer Klassiker“), Abkürzung: LoTC, ist eine im Erscheinen begriffene englischsprachige Buchreihe des Institute of Tibetan Classics in Montreal, Kanada, mit ins Englische übersetzten klassischen tibetischen Schriften. Es ist eine der wichtigsten modernen Buchreihen zum Verständnis der tibetischen Kultur und der Religionen Tibets. Die noch im Erscheinen begriffene, auf zweiunddreißig Bände angelegte Reihe erscheint im Verlag Wisdom Publications, Herausgeber der Reihe ist Geshe Thubten Chinpa (bzw. Geshe Thupten Jinpa; tib. dge bshes thub bstan sbyin pa), einer der Hauptübersetzer des 14. Dalai Lama Tendzin Gyatsho.
Die einzelnen Bände sind für westliche Leser ausgestattet mit Anmerkungen, Glossaren, Bibliographien, Indices usw. Viele Werke erschienen zum ersten Mal in einer westlichen Sprache, z. B. das Werk Kristallspiegel der philosophischen Lehrsysteme (tib. grub mtha' shel gyi me long) von Thuken Lobsang Chökyi Nyima (1737–1802). Sie wird über zweihundert verschiedene Texte von mehr als hundert bekannten tibetischen Autoren enthalten.

## Bände
Die Reihe ist auf die folgenden Bände angelegt, noch nicht alle davon sind erschienen:
Die Umschrift erfolgt in der Spalte mit dem englischen Buchtitel in der Umschrift des Originals; in den anderen Spalten wird gelegentlich auch die in der Wikipedia übliche deutsche Umschrift verwendet. Eine Vereinheitlichung ist angestrebt.
| Bd. | engl. Titel (wisdompubs.org)                                                              | tib. Titel (Bod kyi gtsug lag gces btus)                    | Autor / Hrsg.; sonstige Angaben                                                                                 | Verschiedenes / siehe auch                                 |
| --- | ----------------------------------------------------------------------------------------- | ----------------------------------------------------------- | --- | ---------------------------------------------------------- |
| 1.  | Mind Training: The Great Collection                                                       | Blo sbyong brgya rtsa                                       | Shönu Gyalchok (gzhon nu rgyal mchog) und Könchok Gyaltsen (mus chen dkon mchog rgyal mtshan) (15. Jahrhundert) | Lojong/Geistestraining (blo sbyong)                        |
| 2.  | The Book of Kadam: The Core Texts                                                         | bka' gdams glegs bam las btus pa'i chos skor (Kadam Legbam) | Atisha und Dromtönpa zugeschrieben (11. Jahrhundert)                                                            | Buch der Kadam-Tradition                                   |
| 3.  | The Great Chariot: A Treatise on the Great Perfection                                     | Sems nyid ngal gso shing rta chen po                        | Longchen Rapjampa (1308–63)                                                                                     | Nyingma; Dzogchen; tib. Titel: shing rta chen po           |
| 4.  | Taking the Result As the Path: Core Teachings of the Sakya Lamdré Tradition               | Sa skya lam 'bras                                           | Jamyang Khyentsé Wangchuk (1524–68) et al.                                                                      | Sakya Lamdre (lam 'bras) Tradition                         |
| 5.  | Mahamudra and Related Instructions: Core Teachings of the Kagyü School                    | Phag chen dang 'brel ba'i chos skor                         | |                                                            |
| 6.  | Stages of the Path and the Ear-Whispered Instructions: Core Teachings of the Geluk School | Lam rim dang snyan brgyud kyi chos skor                     | |                                                            |
| 7.  | Ocean of Definitive Meaning: A Teaching for the Mountain Hermit                           | Ri chos nges don rgya mtsho                                 | Dölpopa Sherap Gyaltsen (1292–1361)                                                                             |                                                            |
| 8.  | Miscellaneous Tibetan Buddhist Lineages: The Core Teachings                               | Gcod dang zhi byed sogs                                     | Jamgön Kongtrül (1813–1899)                                                                                     |                                                            |
| 9.  | Sutra, Tantra, and the Mind Cycle: Core Teachings of the Bön School                       | Bon gyi mdo sngags sems gsum gyi gzhung                     | |                                                            |
| 10. | The Stages of the Doctrine: Selected Key Texts                                            | Bstan pa la 'jug pa'i rim pa ston pa'i gzhung               | |                                                            |
| 11. | The Bodhisattva’s Altruistic Ideal: Selected Key Texts                                    | Rgyal sras kyi spyod pa'i chos skor                         | |                                                            |
| 12. | The Ethics of the Three Codes                                                             | Sdom pa gsum gyi rnam gzhag                                 | |                                                            |
| 13. | Sadhanas: Vajrayana Buddhist Meditation Manuals                                           | Sngags bla med kyi sgrub thabs dang kyi bskyed rim          | |                                                            |
| 14. | Ornament of Stainless Light: An Exposition of the Kalacakra Tantra                        | Dus 'khor 'grel chen dri med 'od kyi rgyan                  | Khedrup Norsang Gyatso (1423–1513).                                                                             |                                                            |
| 15. | Lamp Thoroughly Illuminating the Five Stages of Completion                                | Dzog rim rim lnga gsal sgron                                | Tsongkhapa (1357–1419)                                                                                          |                                                            |
| 16. | Studies in the Perfection of Wisdom                                                       | Phar phyin gyi gzhung gces btus gsum                        | |                                                            |
| 17. | Treatises on Buddha Nature                                                                | Bde gshegs snying po rigs kyi chos skor                     | |                                                            |
| 18. | Differentiations of the Profound View: Interpretations of the Emptiness in Tibet          | Zab mo lta ba'i khyad par bshad pa                          | |                                                            |
| 19. | Elucidation of the Intent: A Thorough Exposition of “Entering the Middle Way”             | Dbu ma dgongs pa rab gsal                                   | Tsongkhapa (1357–1419)                                                                                          |                                                            |
| 20. | Tibetan Buddhist Epistemology I: The Sakya School                                         | Sa skya pa'i lugs kyi tshad ma rig pa                       | |                                                            |
| 21. | Tibetan Buddhist Epistemology II: The Geluk School                                        | Dge ldan pa'i lugs kyi tshad ma rig pa                      | |                                                            |
| 22. | Tibetan Buddhist Psychology and Phenomenology: Selected Texts                             | Mngon pa gong ma sems khams rig pa                          | |                                                            |
| 23. | Ornament of Higher Knowledge: A Exposition of Vasubandhu’s “Treasury of Higher Knowledge” | Mdzod 'grel mgon pa'i rgyan                                 | Chim Jampalyang (13. Jahrhundert)                                                                               | Chim Jam-pel-yang (mchims [oder 'chims] 'jam dpal dbyangs) |
| 24. | A Beautiful Adornment of Mount Meru: Presentation of Classical Indian Philosophies        | Grub mtha' lhun po'i mdzes rgyan                            | Changkya Rölpai Dorjé (1717–86)                                                                                 | Meru                                                       |
| 25. | The Crystal Mirror of Philosophical Systems: A Tibetan Study of Asian Religions Thought   | Grub mtha' shel gyi me long                                 | Thuken Losang Chökyi Nyima (1737–1802)                                                                          |                                                            |
| 26. | Gateway for Being Learned and Realized: Selected Texts                                    | Gzhal gdams dang nyams mgyur                                | |                                                            |
| 27. | The Well-Uttered Insights: Advice on Everyday Wisdom, Civility, and Basic Human Values    | Mi chos dang legs bshad lugs kyi bslab bya                  | |                                                            |
| 28. | A Mirror of Beryl: A Historical Introduction to Tibetan Medical Science                   | Gso ba rig pa'i khog bub Vai dur ya'i me long               | Desi Sangyé Gyatso (1653–1705)                                                                                  |                                                            |
| 29. | Selected Texts on Tibetan Astronomy and Astrology                                         | Rtsis rig pa'i bstan bcos gces btus                         | | Tibetische Astronomie, Tibetische Astrologie               |
| 30. | Art and Literature: An Anthology                                                          | Brda dang tha snyad rig pa'i skor                           | |                                                            |
| 31. | Tales from the Tibetan Operas                                                             | Lha mo'i gzhung                                             | |                                                            |
| 32. | Selected Historical Works                                                                 | Mkhas pa lde'u rgya bod kyi chos 'byung                     | |                                                            |